# Pteris angustipinna
Pteris angustipinna là một loài thực vật có mạch trong họ Pteridaceae. Loài này được Tagawa miêu tả khoa học đầu tiên năm 1935.